# Iglesia de San Cornelio y San Cipriano (Villaverde de Guareña)
La iglesia de San Cornelio y San Cipriano es una iglesia de la localidad española de Villaverde de Guareña, en la provincia de Salamanca. Cuenta con el estatus de Bien de Interés Cultural.

## Descripción
Ubicada en la localidad salmantina de Villaverde de Guareña, en la comunidad autónoma de Castilla y León, se sitúa en el límite del núcleo urbano, cuya construcción se inició a finales del siglo XV o comienzos del XVI. 
Consta de una sola nave que se estrecha en la capilla mayor, una torre a los pies y sacristía adosada a un lateral. La nave, de forma rectangular, se divide en tres tramos mediante arcos de medio punto transversales apoyados en pilastras, manifestados al exterior mediante contrafuertes. En la fachada sur se sitúa una puerta cubierta con tejaroz, que consta de arco de medio punto, enmarcado por pilastras, entablamento, hornacina y frontón. La cubierta de la nave es de madera a dos aguas, apoyada en arcos de piedra. La cubierta de la capilla mayor está formada por un valioso artesonado, con dobles tirantes, achaflanado en las esquinas y profusamente decorado y policromado. El edificio está construido con piedra de sillería y partes de mampostería y se cubre con teja árabe.
El 29 de julio de 1993 fue declarada Bien de Interés Cultural con la categoría de monumento, mediante un decreto publicado en el Boletín Oficial de Castilla y León el 3 de agosto de ese mismo año.